# ГЕС Мел
ГЕС Мел – гідроелектростанція на півдні Норвегії за ста двадцять кілометрів на північний схід від Бергену. Використовує ресурс зі річок що течуть до Fjærlandsfjorden – північного відгалуження найбільшого в країні Согне-фіорду.
Водозбірна система станції знаходиться на південь від льодовика Jostefonni (раніше був частиною значно більшого льодовика Jostedalsbreen, проте зараз вже не по’єднаний із ним) та, зокрема, включає три розташовані по-під ним водосховища:
- Skaddalsvatnet на Breelvi, правій притоці Vetlefjordelvi (впадає до Vetlefjorden – невеликої затоки Fjærlandsfjorden), котре має корисний об’єм 20,8 млн м3, що забезпечується коливанням рівня між позначками 1078,4 та 1124,8 метра НРМ (при цьому весь цей діапазон відноситься до здреновування нижче від природного рівня);
- Øvre Svartevassvatn на самій Vetlefjordelvi, яке має корисний об’єм 6,6 млн м3, чому відповідає коливання поверхні між позначками 948 та 966,8 метра НРМ (так само лише за рахунок здреновування);
- Nedre Svartevassvatnet нижче по течії Vetlefjordelvi, котре має корисний об’єм 28,9 млн м3, що забезпечується коливанням рівня між позначками 815 та 883,5 метра НРМ (в тому числі на 7,8 метра за рахунок створеного підпору та на 60,7 метра за допомогою здреновування нижче від природного рівня).
Skaddalsvatnet передає свій ресурс до Nedre Svartevassvatnet через тунель довжиною біля 2,5 км, який на своєму шляху сполучений з водозабором на розташованому по-під льодовиком безіменному озері, котре дренується струмком elv fra Vetlefjordbreen ліворуч до Breelvi. Вода із Øvre Svartevassvatn досягає Nedre Svartevassvatnet природним шляхом.
Зібраний у Nedre Svartevassvatnet ресурс потрапляє до прокладеного у південному напрямку головного дериваційного тунелю довжиною понад 4 км, до якого зі сходу приєднується бічний тунель довжиною біля 2,5 км. Останній прокладений від невеликого водосховища Jordalsvatnet, створеного у верхів’ї Jorddalselvi (тече до Fjærlandsfjorden). Воно має корисний об’єм 1,7 млн м3, чому відповідає коливання поверхні між позначками 860 та 883,5 метра НРМ (в тому числі на 1,2 метра за рахунок створеного підпору та на 22,3 метра за допомогою здреновування нижче від природного рівня). Далі головний тунель також сполучений з водозаборами на Grøndalselvi (ліва притока Vetlefjordelvi) та її лівому допливі elv fra Bre nord for Melsnipa.
Основне обладнання станції становить одна турбіна типу Пелтон потужністю 52 МВт, яка використовує напір у 810 метрів та забезпечує виробництво 193 млн кВт-год електроенергії на рік.
Відпрацьована вода по тунелю довжиною біля 1,5 км відводиться до Vetlefjordelvi.